# Віктор Браунер
Ві́ктор Бра́унер (рум. Victor Brauner; *15 червня 1903, П'ятра-Нямц, Молдова — 12 березня 1966, Париж) — румунський та французький живописець і графік, містик і езотерик, помітний учасник групи сюрреалістів. В творчості Браунера поєднуються європейський авангард з езотеричними архетипами корінних народів Північної та Південної Америки.

## Біографія

### Ранні роки, «Маніфест піктопоезії»
Народився в Бухаресті у 1903 році в єврейській родині дрібних торговців та банківських службовців. В молоді роки перебував в оточенні румунської декадентської інтелігенції, був присутнім на сеансах спіритизму, читав багато езотеричної літератури.
У віці вісімнадцяти років Віктор Брунер вступив до бухарестської Школи витончених мистецтв. Вже з двадцяти років він стає одним з активних учасників румунського авангарду. З 1920 року регулярно публікується в дадаїстичних виданнях, а також на постійній основі працює в журналі «UNI», який дотримувався дадаїстичного і сюрреалістичного напрямків.
У 1924 році Брунер (спільно з поетами-дадаїстами Трістаном Тцара і Іларіе Воронкою) заснував свій власний журнал «75 Н. Р.», в якому одразу ж опублікував синтетичний «Маніфест піктопоезії» (тобто поєднання віршів і графіки), в якому його ідеї зближувались з каліграмами Гійома Аполлінера, але «з протилежного боку». Якщо каліграми Аполлінера підходили до синтезу з позиції поета (зображення складались зі слів), в піктопоезії Браунера слова і вірші скоріш були елементами чистого живопису, подібно російським футуристам (особливо Родченко) і французьким кубістам та дадаїстам. Втім, справжню реалізацію своїх ідей піктопоезії Браунер розпочав тільки за 25 років, вже у Парижі — після закінчення Другої світової війни.

### Париж, 1925—1935
Вперше Браунер приїхав до Парижа в 1925 році з наміром пробути там тільки короткий час, проте залишився на десять років. Спочатку він знайомиться зі своїм набагато старшим співвітчизником, скульптором Константеном Бринкушем, який завжди тепло ставився до своїх земляків. Увійшовши до його кола, Браунер також отримав можливість спілкуватись з художниками, близькими до колишньої групи дада, і молодими сюрреалістами. Потрапивши під вплив теоретичних робіт і живопису Джорджо де Кіріко, Браунер через Іва Тангі зближується з багатьма сюрреалістами, проте, досить довгий час не вступає до групи Андре Бретона. Тільки через сім років, в 1932 році він стає формальним членом паризької групи сюрреалістів. Ще через два роки, в 1934 році Браунер організовує свою першу персональну виставку в галереї «П'єр», яку урочисто відкриває беззмінний глава сюрреалістів, Андре Бретон. Після цієї виставки Браунер протягом року активно бере участь у всіх колективних акціях і групових виставках сюрреалістів.

### Бухарест, 1935—1938
У 1935 році Браунер за сімейними обставинами повертається до Бухаресту, де таємно стає членом Комуністичної партії Румунії, яка в той період фашистського режиму (або королівської диктатури, як її тоді називали) перебувала в підпіллі. Однак, вже через півтора року, обурений серією сталінських політичних процесів 1937 року в СРСР, він пише заяву про відмову від партквитка і виходить з партії.
У 1938 році Браунер знову повертається до Парижу і залишається у Франції до кінця життя.

### Знову Париж, нещасний випадок
Тема потойбічного, незрозумілого, автоматичного та визначеності наперед в людському житті — це одна з центральних тем філософії і мистецтва сюрреалізму. Саме Віктор Браунер став тим єдиним членом групи сюрреалістів, хто дивним збігом свого життя і творчості продемонстрував цю тему в прямому і зловісному вигляді. Одна з відомих живописних робіт Браунера 1931 року, що стала згодом однією з найзнаменитіших картин сюрреалістів, отримала своє страшне втілення в житті свого автора — сім років по тому, в 1938 році.
Йдеться про «Автопортрет з вирваним оком», досить похмуру сюрреалістичну вигадку, що була написана Віктором Браунером без жодного реального приводу. У нього ніколи не було ні травм, ні хвороб, навіть проблем, що віддалено стосуються очей та обличчя. Однак через сім років цей автопортрет став справжньою «сюр-реальністю». Відбулася ця подія навесні 1938 року. Під час бійки в барі між Оскаром Домінгесом та Естебаном Френсісом, Віктор Браунер випадково втратив ліве око — саме те, яке було намальоване на автопортреті 1931 року і саме таким чином, як було намальовано. Ось як описував цей «містичний випадок» один з товаришів Браунера по групі сюрреалістів П'єр Мабіль:

«Несподіваний незрозумілий спалах неприязні стався між людьми, що були знайомі дуже давно і перебували в абсолютно стійких відносинах. Однак, щось несподівано зруйнувало рівновагу і раптом виникла дивна сварка — ні про що. Ні в той момент, ні пізніше ніхто так і не зміг зрозуміти її причини. Все сталося раптово і майже миттєво. Д., одного з товаришів, раптом охопив напад гніву до одного зі старих приятелів. Стурбовані друзі поквапилися втрутитися і розняли їх … Віктор Браунер в цей момент стримував того, на якого тільки що напали. І ось Д., який перебуває в цілковитій нестямі, якимось чином все-таки зумів виривати руку, схопив перше-ліпше, склянку — з усіх сил жбурнув її …, але схибив. Браунер падає на підлогу, його обличчя залите кров'ю і посередині висить вирване око …
… Такою є офіційна хроніка нещасного випадку, який, щоб вважатися простою подією повинен спиратися на таку думку, що цього ніхто не міг передбачити. Однак, все попереднє життя Віктора Браунера раптово виявилось тільки прелюдією до цієї трагедії … і дозволило уявити собі всю колишню діяльність в іншому світлі» (П'єр Мабіль, есе «Око художника», Мінотавр, 1938).

### «Химерний» період творчості, роки війни
Весь наступний після втрати ока період творчості Віктора Браунера (приблизно до 1950 ріку) заповнений похмурими видіннями і галюцинаціями. Дослідники і критики сюрреалізму цей період в його творчості іноді так і називають — «сутінковим» або «химерним», частково навіть експресіоністським. Залишаючись близьким до сюрреалізму Браунер, тим не менш, явно зміщується в сферу містики та езотерики. Його картини остаточно перетворюються на складне сплетіння бачень і образів, що виходять з підсвідомості сучасного європейця, обтяженого масою страхів і табу. Одночасно він звертається у своїй творчості до первісних образів народів Північної та Південної Америки (створюючи свої роботи, художник спирався на давні фрески та барельєфи майя, ацтеків й індіанців). Багато образів художника мають тотемне забарвлення. Цими рисами свого творчого стилю він виокремлюється з-поміж інших сюрреалістів, особливо після 1938 року.
Особиста трагедія посилюється війною та окупацією Франції. На діяльність сюрреалістів, як на «лівих» і представників дегенеративного мистецтва поширювалася заборона і репресії. Віктор Браунер не захотів залишити країну, пройшов «фільтрацію», дивом уникнув смерті, втік до Східних Піренеїв та Марселю і далі на схід — до Нижніх Альп. Починаючи з 1940 року жив на півдні Франції (при уряді Віші) під особливим наглядом і без права виїзду. Одночасно він підтримував зв'язок з сюрреалістами, які перебували у підпіллі в Марселі.
В цей важкий період свого життя Браунер продовжує багато працювати, намагаючись таким чином позбутися нав'язливого страху і відчуття неминучої катастрофи. Він пише картини, але одночасно багато часу приділяє створенню «сюрреалістичних об'єктів». Найвідоміша з його робіт цього часу — «Вовча лава», що являє собою звичайну маленьку лавочку, на якій абсолютно неможливо сидіти. З одного боку її прикрашає страшна паща вовка, а з іншого — його ж пухнастий хвіст, негостинно загнутий досередини. В сюрреалістичних предметах Браунера помітний вплив відомих «об'єктів» роботи Макса Ернста та Мерет Оппенгейм.

### Відхід від групи сюрреалістів, 1945—1959
Після звільнення Парижа в 1945 році Браунер негайно туди повертається. Він активно працює і бере участь у першій повоєнній Міжнародній виставці сюрреалістів (1947).
Однак, вже у 1948 році Віктора Браунера через особистий конфлікт з Андре Бретоном, який підсилював авторитарний режим свого керівництва всередині руху, виключають з групи сюрреалістів на чергових зборах за «фракційну діяльність». Але насправді це була всього лише особиста помста Бретона за те, що Браунер відмовився підтримати його кампанію по виключенню з лав сюрреалістів відомого художника Роберто Матта, якого звинуватили в провокуванні самогубства Аршіля Горкі. З Роберто Маттою Браунер перебував у близькій дружбі ще з часів свого першого приїзду до Парижа і тому знав, що висунуті проти нього звинувачення не мають під собою підстав, крім особистої неприязні Бретона. Ще кілька молодих художників, які підтримали протест Браунера, також були виключені з групи сюрреалістів.
Після 1948 року Віктор Браунер ще більше віддаляється від ортодоксального сюрреалізму. В цей час він створює кілька приховано-автобіографічних циклів картин. Найбільш відомі з них: «Ономатоманії» (або «Потяг до наслідування звуків») і «Retractes» («Відмова від своїх слів») (1948—1950). У цей період у творчості Браунера особливо помітним стає вплив Роберто Матти, з яким вони закономірно зближуються після виключення з групи сюрреалістів. У 50-х роках ці два художники спільно пишуть кілька докладних, схожих на колажі картин, зокрема, «Інтербачення» (1955) з телеекраном в центрі і подібну їй картину «Без назви» (1957), нарочито неакуратну, ніби намальовану дитиною.
В цей період Браунер подорожував до Нормандії та Італії, його роботи експонувались на Венеціанській бієналє у 1954 і 1966 році. У 1959 році Віктора Браунера, вже знаменитого і визнаного у Франції художника, урочисто і одноголосно відновили у рядах «сюрреалістичної партії» зі згоди Бретона. Одночасно з ним «простили» також Роберто Матта і ще кількох розкольників з «фракції Браунера».

### Останні роки, етнічно-анімалістичний період
В останні п'ять років життя, частково під впливом хвороби, мистецтво Віктора Браунера позбавляється свого експресіоністського напруження, стає спокійнішим, наповненим етнічними і анімалістичними мотивами. На початку 60-х років він створює цикл картин на цю тему під промовистою назвою «Бестіарій». З творчості Браунера поступово зникає страх перед непізнаваним і потойбічним світом, і на його місце стає органічна пластика і первісний орнамент. Такі його роботи: «Свято матерів», «Приборкання свинок» і «Планета звірів». Фантастичний тваринний світ протягом всього життя приваблював Віктора Браунера. Навіть в ранній період творчості, малюючи численні образи людей або монстрів, під ними він мав на увазі якихось товстих людиноподібних тварин. Дивлячись на картини Браунера, глядач неминуче повинен бачити самого себе зсередини:

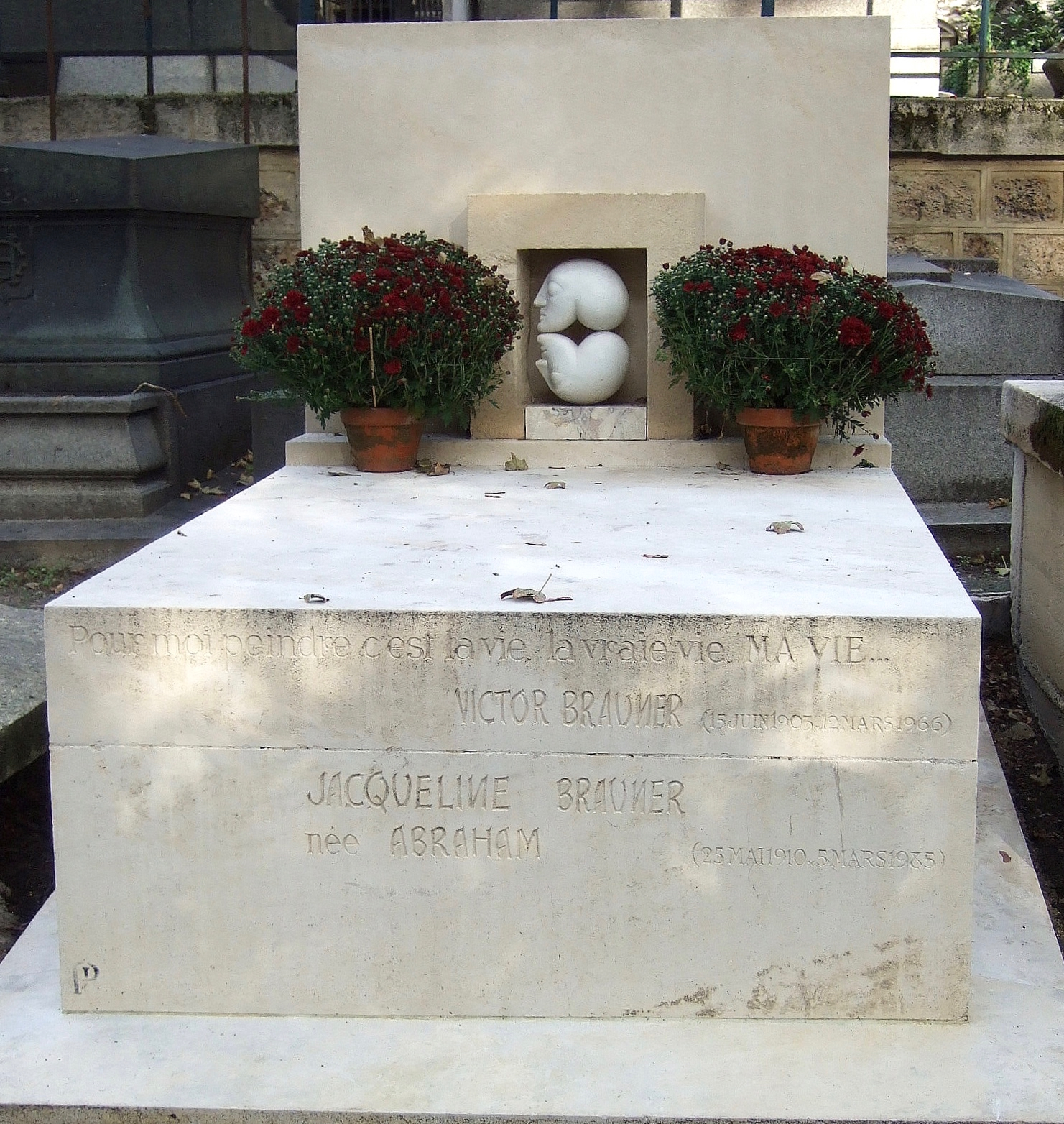
Надгробок В. Браура на цвинтарі Монмартр

«На заплющуйте очі… Я нагадую вам, що всі тварини знаходяться глибоко всередині Вас».

В останні роки життя Браунер важко хворів. Він помер 1966 року, в один рік з Бретоном, після виснажливої хвороби — легеневої емболії. Похований на паризькому цвинтарі Монмартр.
Епітафією на могилі Віктора Браунера стала лаконічна фраза з його блокноту:
фр. «Peindre, c’est la vie, la vraie vie, ma vie»

(«Живопис — це життя, справжнє життя, моє життя»).